# Félix Stanislas Jasinski
Pour les articles homonymes, voir Jasinski.
Félix Stanislas Jasinski (en polonais : Feliks Stanisław Jasiński), né à Ząbków le 6 mai 1862 et mort à Puteaux le 8 août 1901, est un graveur et un peintre polonais.

## Biographie
Félix Stanislas Jasinski est né à Ząbków, dans le royaume de Pologne. À la suite de l'insurrection de 1863 à laquelle son père prend part, sa famille immigre à Bruxelles.
Félix Jasinski retourne en Pologne en 1871 et s'installe à Cracovie où il suit les cours d'Edward Lepszy. En 1880, il revient à Bruxelles et étudie à l'Académie royale des Beaux-Arts. Il suit aussi des cours privés auprès de Michael van Alphen.

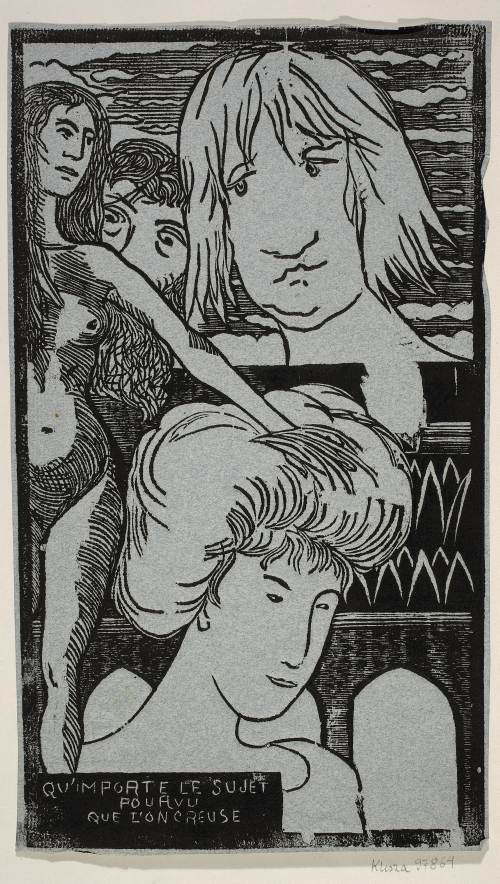
Qu’importe le sujet pourvu que l’on creuse (1901).

Il s'établit à Paris deux ans plus tard. Là, il devient élève de Léon Gaucherel et de Léopold Flameng et fréquente l'atelier de Paul-Edme Le Rat ainsi que l'Académie Julian, où il se lie à Félix Vallotton. Ce dernier exécutera deux portraits de lui ; c'est grâce à Jasiński que Félix Vallotton découvre et pratique la technique de la pointe sèche de 1887 à 1889.
Il publie de nombreuses eaux-fortes dans les revues L'Artiste, la Gazette des beaux-arts et dans L'Art. Il participe en 1888 à l'Exposition internationale de blanc et noir où il obtient une médaille d'argent de 1re classe en 3e section de Gravures.

## Collections publiques
Le musée national de Varsovie conserve une série d'eaux-fortes, ainsi qu'une série de pastels (1894-1900).
Les collections du Château-Musée de Nemours conservent Sous le charme (vers 1900), une eau-forte d'après Jules Worms.
En 1887, il grave le portrait d'Adolphe Jullien d'après Fantin-Latour (Paris, Bibliothèque nationale de France).